# 안드레아스 코플러
안드레아스 코플러(독일어: Andreas Kofler, 1984년 5월 17일~)는 오스트리아의 스키점프 선수이다. 2006년 동계 올림픽에서 라지힐 단체전 금메달, 개인전 은메달을 획득했고, 2010년 동계 올림픽에서 라지힐 단체전 금메달을 획득했다. 또한 2010년 4대 점프대 토너먼트 우승자이다.